# Masatopes bicolor
Masatopes bicolor là một loài bọ cánh cứng trong họ Cerambycidae.